# Myrmekofágie

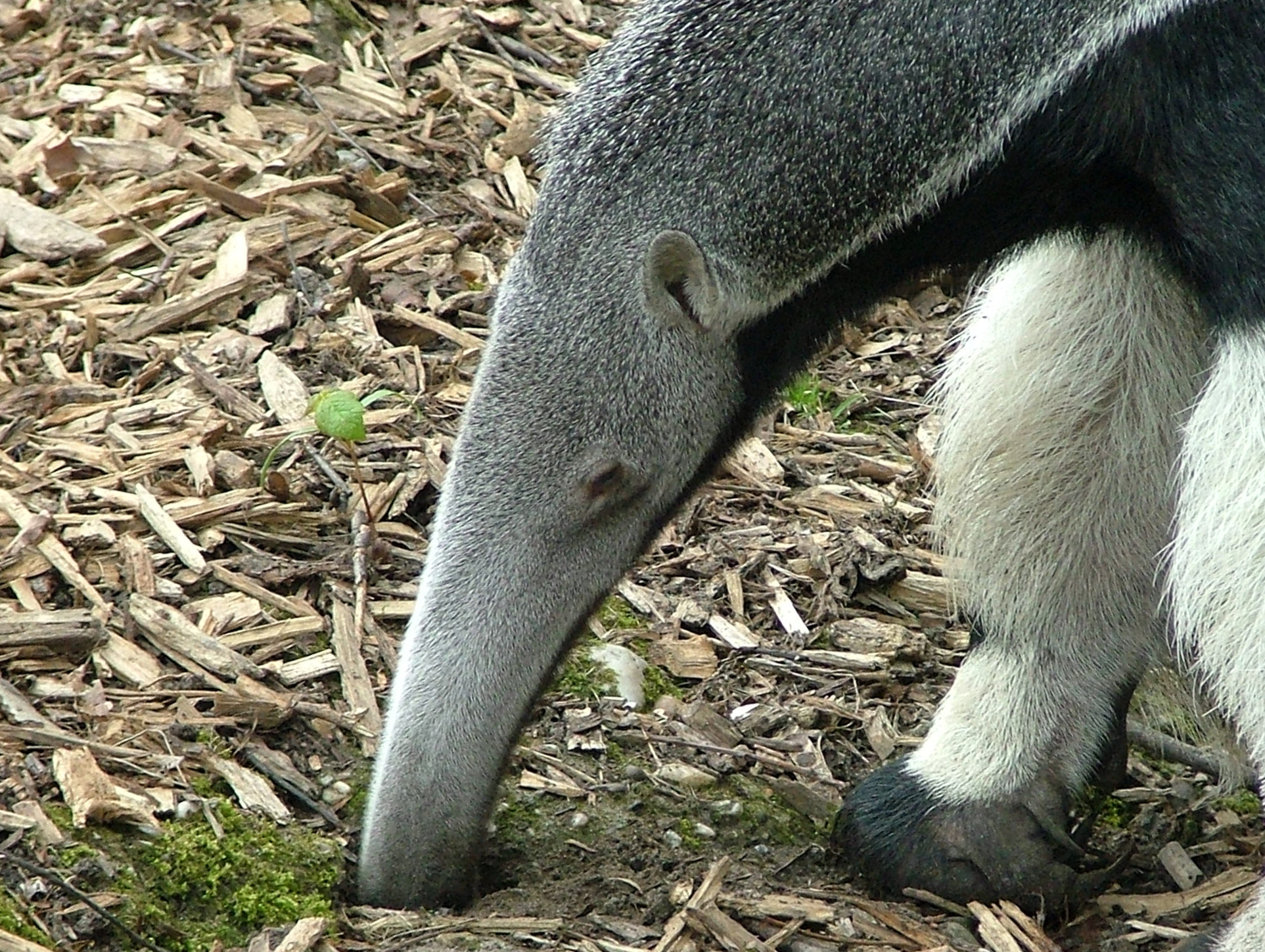
Mravenečník velký (Myrmecophaga tridactyla), typický myrmekofág, jehož trubkovitý čenich je uzpůsoben pojídání termitů a mravenců

Myrmekofágie je typ potravní strategie spočívající v konzumaci termitů nebo mravenců. Pojem samotný doslova znamená „pojídat mravence“ (ze starořeckých múrmékes, „mravenci“, a phagein, „jíst“), pročež se vzácně lze ještě setkat s termínem termitofágie (v angl. termitophagy) označující požírání termitů. Myrmekofágie se nicméně běžně používá pro živočichy pojídající termity i mravence, ostatně areál rozšíření obou eusociálních skupin se často překrývá a jak termiti, tak mravenci obývají hustě osídlená hnízda, která od myrmekofágů vyžadují podobné fyziologické a morfologické adaptace.  

## Obratlovci

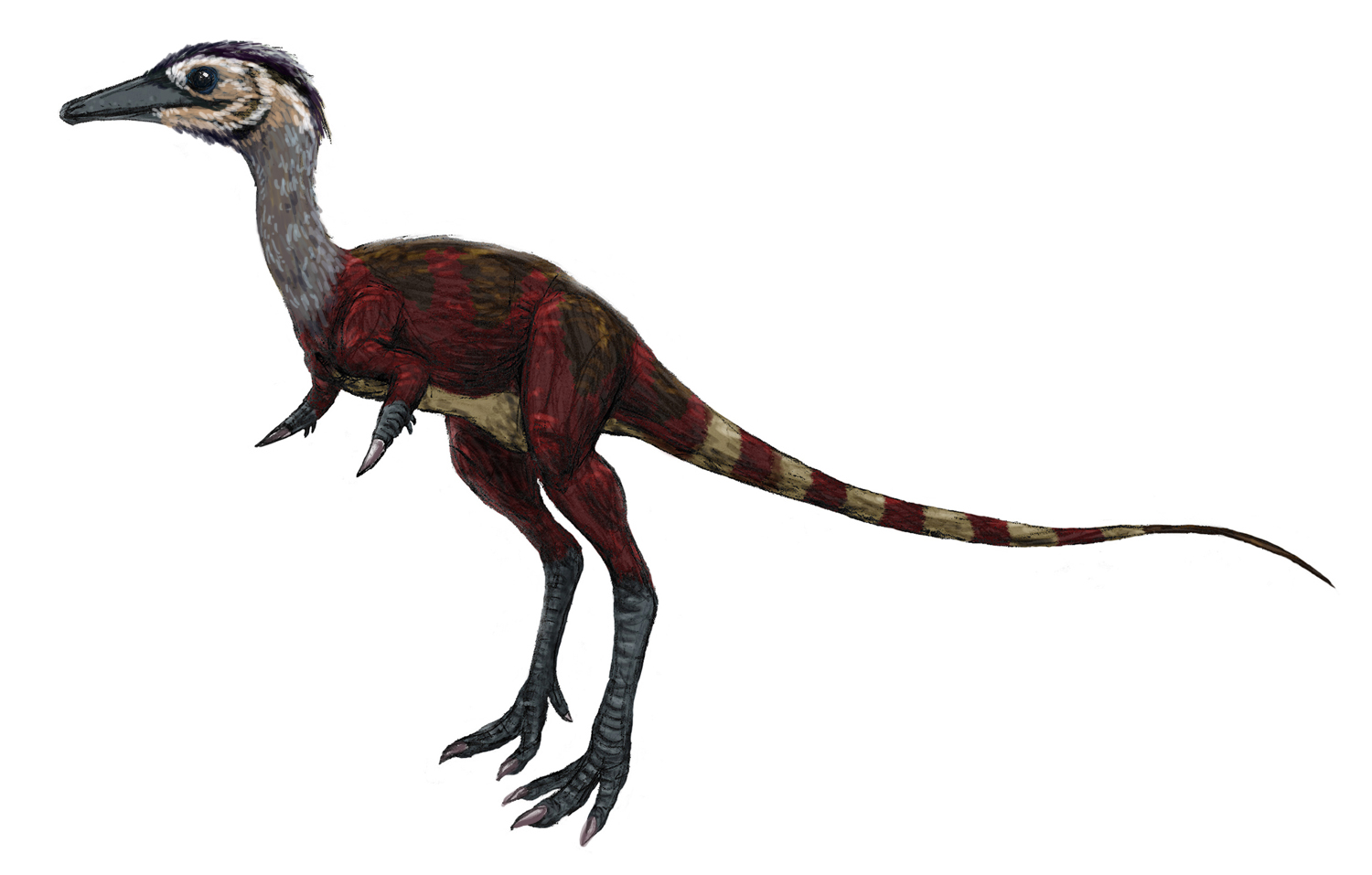
Umělecká představa dinosaura Shuvuuia deserti z čeledi Alvarezsauridae, který snad patří k jedněm z prvních myrmekofágů

U obratlovců je myrmekofágie jedna z nejčastějších potravních specializací. Nejedná se přitom o žádnou evoluční novinku a první myrmekofágové se objevili snad již ve svrchní křídě. Za myrmekofágy se považují nezvykle vypadající malí teropodní dinosauři z čeledi Alvarezsauridae. Jejich krátké přední končetiny měly na konci dlouhý dráp, což patrně sloužilo k vyhloubení otvoru do hnízd termitů a mravenců. Redukované čelisti s drobnými zoubky by odpovídaly potřebám živočicha živícím se jako myrmekofág. Někdy před 110–85 miliony lety přitom alvarezsauridů došlo k minituarizaci tělesné velikosti, což zhruba odpovídá období, kdy se mravenci a termiti začali hojně šířit po celé planetě.

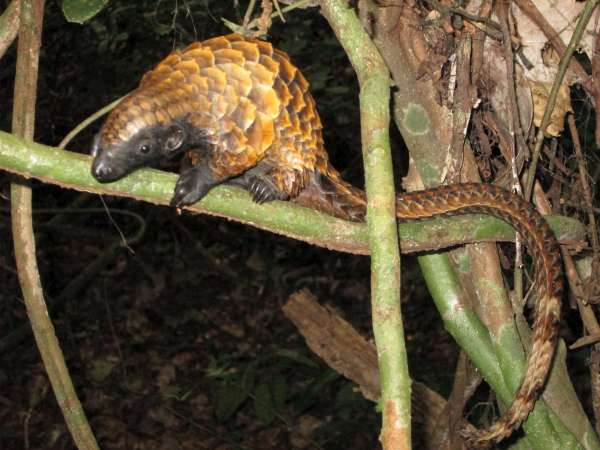
Luskoun dlouhoocasý (Manis tetradactyla), do jehož jídelníčku neodmyslitelně patří mravenci

Za nejdůležitější predátory termitů i mravenců se po mravencích považují savci. V tropických oblastech se termity a mravenci živí hlavně stromoví savci, jinde i suchozemští. Někteří savci (např. primáti rodů Cebus a Cercopithecus) mají motorické schopnosti dostat se dovnitř mraveniště a vedle dospělých mravenců tak konzumují i larvy a vajíčka. Naproti tomu mravencožraví letouni požírají hlavně dospělé mravence, protože se dovnitř mravenišť nedostanou. Většina savců pojídající mravence jsou spíše oportunistickými myrmekofágy, tzn. živí se i jiným typem kořisti a mravence požírají, pokud jsou dostupní. U menší části savců jsou však mravenci v potravě zcela dominantní. Patří k nim mravenečník dvouprstý (Cyclopes didactylus) ze střední a Jižní Ameriky, myš sametová (Prionomys batesi) nebo luskoun dlouhoocasý (Manis tetradactyla) ze střední Afriky. Ze savců specializujících se na lov termitů lze zmínit mravenečníkovité (Myrmecophagidae), hyenu hřívnatou (Proteles cristata), mravencojeda žíhaného (Myrmecobius fasciatus), psa ušatého (Otocyon megalotis) nebo mnohé zástupce promykovitých (Herpestidae).

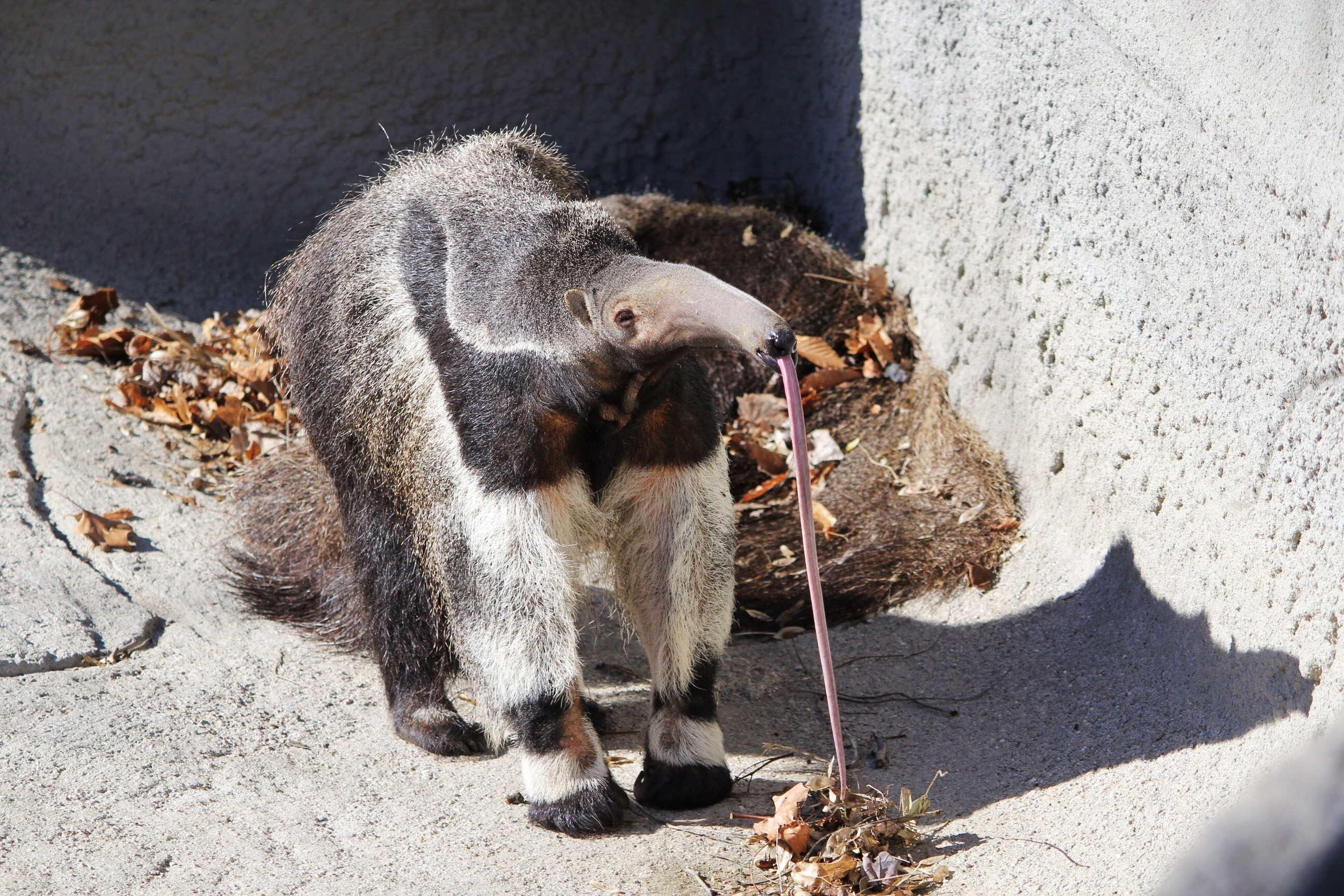
Dlouhý jazyk mravenečníků je výsledkem adaptace na chytání mravenců a termitů (na snímku mravenečník velký z detroitské zoo)

Savci specializující se na termity či mravence často mívají podobné morfologické a fyziologické adaptace, které jim umožňují efektivní krmení na živočiších, kterých musí posbírat stovky, tisíce a někdy i desetitisíce denně. Mravence a termity přitom často musí vydolovat z jejich hnízd, z pod kůry stromů nebo ze dřeva. K těmto adaptacím patří silné přední končetiny s dlouhými drápy, s pomocí kterých se dá dobře vydlabat otvor do termitiště nebo mraveniště, dále zakrnělé či dokonce absentní zuby se slabými čelistmi, trubkovitý čenich, štíhlý lepkavý jazyk umožňující odchyt velkého množství mravenců nebo termitů či dobře vyvinuté slinné žlázy. Z adaptací vnitřních orgánů lze zmínit extra silný žaludek nebo zesílenou svalovinu vrátníku (pylorus), které pomáhají se zažíváním tvrdých chitinových exoskeletů. Řada myrmekofágů má též dobře vyvinutý čich, který jim pomáhá s nalezením kořisti. Při nejmenším někteří myrmekofágové mají sníženou bazální tělesnou teplotu, což patrně odráží nízkou kalorickou hodnotu jejich jídelníčku. Zmíněné adaptace se vyvinuly v mnoha liniích obratlovců konvergentně, tzn. nezávisle na sobě. Je možné, že v některých oblastech, jako je Austrálie a jihoamerické cerrado, množství a diverzita termitů stimulovala radiaci místních myrmekofágních ještěrů.
Z dalších obratlovců, v jejichž jídelníčku hrají důležitou roli termiti nebo mravenci, lze zmínit ptáky (mravenčíkovití (Thamnophilidae), mravenčíkovcovití (Formicariidae), Grallariidae), obojživelníky (parosničkovití (Microhylidae), pralesničkovití (Dendrobatidae)), hady (Scolecophidia) či leguánovité (ropušník (Phrynosoma)).

## Bezobratlí

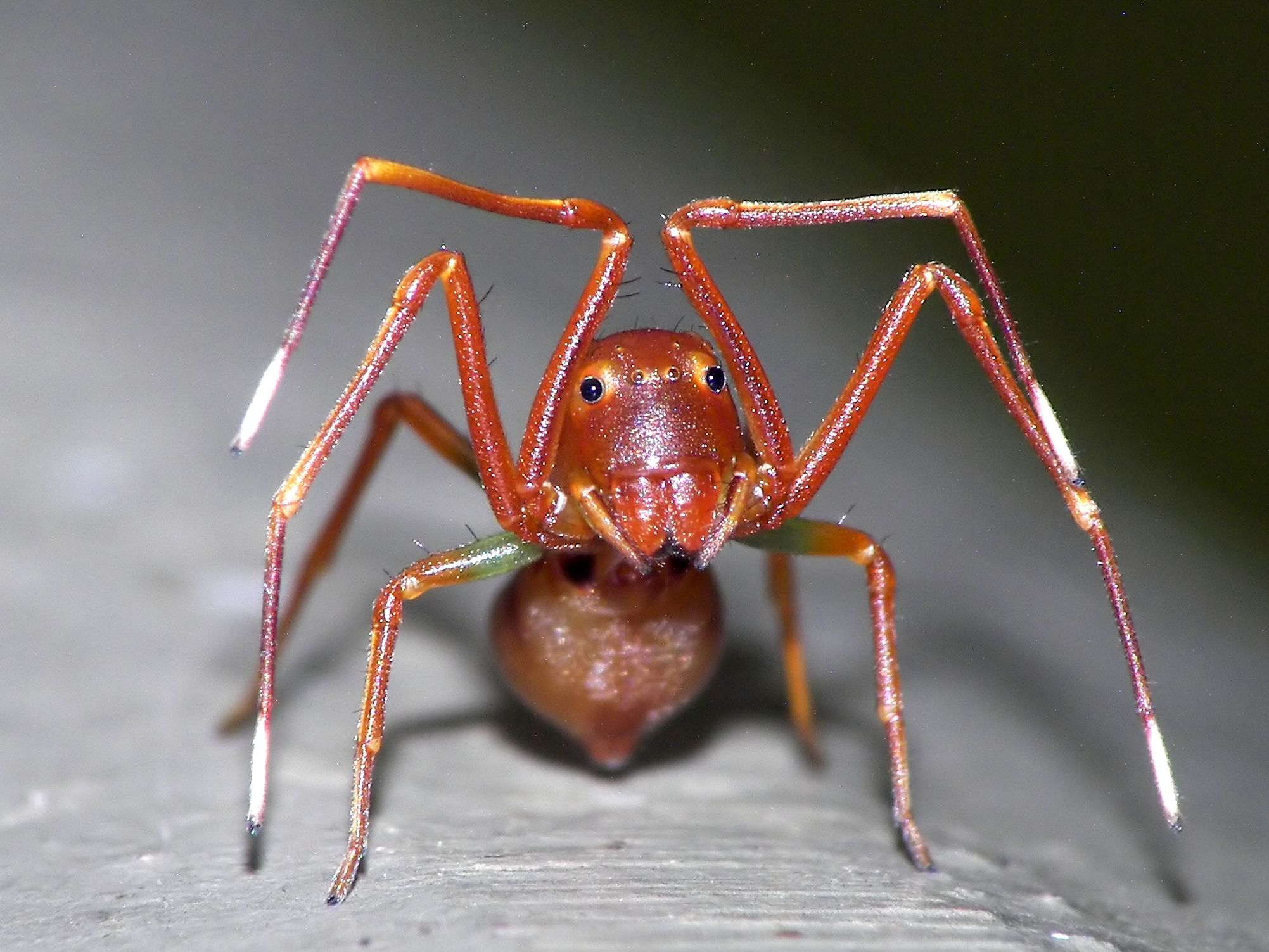
Pavouk Amyciaea lineatipes svým vzhledem připomíná spíše mravence než pavouka

Mravenci představují diverzifikovanou a extrémně početnou skupinu, která svým predátorům poskytuje v podstatě nevyčerpatelnou zásobu potravy. K mravenčím predátorům patří mj. pavouci, kteří podle fosilních nálezů lovili mravence již před 30–50 miliony lety. V roce 2012 bylo známo kolem stovky druhů pavouků, do jejichž jídelníčku patřili mravenci. Většina pavouků lovící mravence představuje spíše oportunistické lovce, avšak najdou se i pavoučí specialisté, kteří se živí pouze mravenci. Jmenovat lze některé druhy kruháčů z čeledi Oecobiidae, mravčíkovité (Zodariidae), snovačkovité (Theridiidae) nebo pavouky z rodu Amyciaea z čeledi běžníkovití (Thomisidae). Řada druhů pavouků přitom dovede mravence i mimikovat (fenomén známý jako myrmekomorfie, viz myrmekomorfie#pavouci). Vysoce akrobatický druh australského snovače Euryopis umbilicata se krmí pouze na mravencích Camponotus consobrinus.

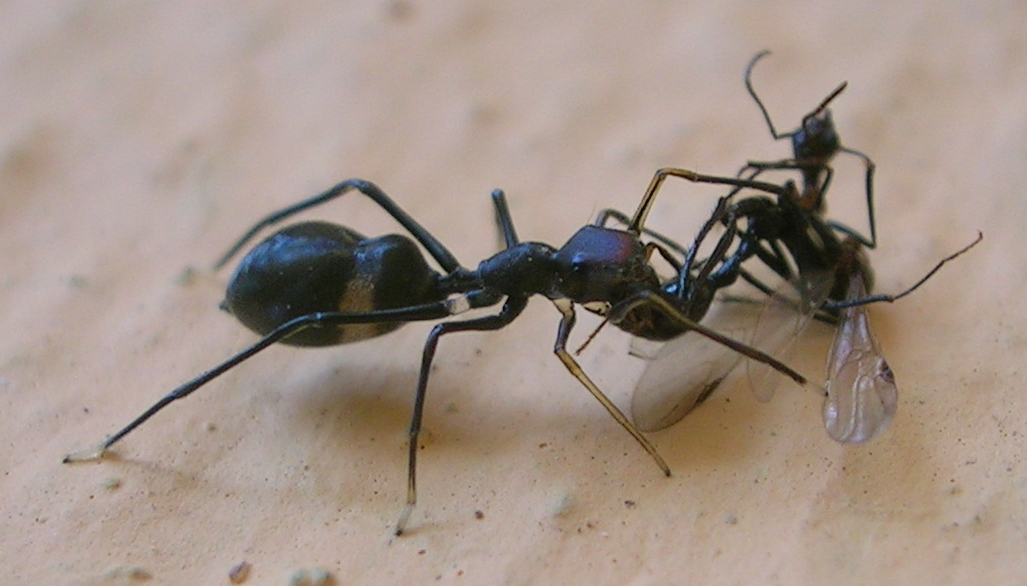
Pavouk z rodu Myrmarachne požírající mravenčí královnu

Řada polokřídlých zástupců z čeledi zákeřnicovití (Reduviidae), zvláště rody Paredocla a Acanthaspis, se živí převážně či výhradně mravenci. Některé formy myrmekofágie mohou u bezobratlých nabírat komplexních rozměrů. Housenky některých druhů modrásků (Lycaenidae) dokáží s mravenci komunikovat prostřednictvím pachů, vibrací i nízkofrekvenčních zvuků. Nezřídka těchto schopností využívají k tomu, aby je mravenci krmili zpětným vyvržením částečně natrávené potravy (regurgitací) nebo aby je přiměli k odnesení do mraveniště, kde se housenky krmí na mravenčích vajíčkách a larvách. Podobně larvy slunéčka druhu Diomus thoracicus z Francouzské Guyany získávají potravu výhradně požíráním vajíček a larev mravenců Wasmannia auropunctata v jejich vlastním mraveništi.
Dominantním predátorem mravenců jsou nicméně jiné druhy mravenců, jmenovitě např. legionářstí mravenci, známí též jako armádní mravenci nebo marabunta. Příkladem může být podčeleď Ecitoninae, jejíž zástupci predují výhradně na jiných druzích mravenců. Podzemní druh Nomamyrmex esenbeckii se živí výhradně koloniemi mravenců rodu Atta. Naproti tomu silně agresivní mravenci Eciton burchellii sežerou víceméně jakékoliv členovce, kteří jim stojí v cestě, včetně ostatních mravenců.